# Gustave Bémont
Pour les articles homonymes, voir Bémont.
Gustave Bémont est un chimiste français né le 1er avril 1857 dans l'ancien 12e arrondissement de Paris et décédé le 28 octobre 1932 à Paris 7e.

## Biographie
Il a travaillé à la fin du XIXe siècle avec Pierre et Marie Curie à l'école municipale de physique et de chimie industrielles de la ville de Paris comme chef des travaux en chimie sur la radioactivité et a participé à la découverte des éléments radioactifs, le radium et le polonium.
Le 26 décembre 1898, ils publient ensemble un article dans les comptes-rendus de l'Académie des sciences, dont le titre est le suivant : Sur une nouvelle substance, fortement radioactive, contenue dans la pechblende.
À son décès, en 1932, Paul Langevin, Justin Dupont et Hippolyte Copaux prononcent un discours en hommage à Gustave Bémont.
Son personnage apparaît dans le film de Claude Pinoteau, Les Palmes de monsieur Schutz, datant de 1997, ainsi que dans la pièce de théâtre du même nom, mise en scène par Jean-Noël Fenwick en 1989.